# Bucarest, la memòria perduda
Bucarest, la memòria perduda és una pel·lícula documental espanyola autobiogràfica del 2008 del director Albert Solé i Bruset, centrada en la seva relació amb el seu pare, el polític i jurista Jordi Solé Tura. Ha estat rodat en català.

## Sinopsi
Narra la recerca personal que fa Albert (un periodista nascut a l'exili el 1962) per recuperar les seves pròpies arrels, emmarcades entre un doble exili. El seu pare, el polític espanyol Jordi Solé Tura, que acabaria convertint-se en figura clau durant la Transició Espanyola, va ser obligat a exiliar-se per la seva militància antifranquista a la fi dels anys 1950. Ara, després d'una vida repleta d'experiències polítiques i personals, Jordi ha iniciat un nou exili interior, aquesta vegada sense possibilitat de retorn: la lluita contra la malaltia d'Alzheimer que li va robant la memòria dia a dia. El documental barreja personatges històrics com Santiago Carrillo, Jorge Semprún, Manuel Fraga o Jordi Pujol, amb episodis poc coneguts de la lluita contra el franquisme i de la Guerra Freda.

## Premis
- Goya al millor documental (2009)[4]
- Gaudí a la millor pel·lícula documental (2009)[5]
- Premi Raíces al Festival de Cinema d'Espanya de Tolosa de Llenguadoc[6]